# Aeroportul Jinhae
Aeroportul Jinhae (IATA: CHF, ICAO: RKPE) este un aeroport din Jinhae⁠(d), Changwon, Gyeongsang de Sud, Coreea de Sud.
Situat la o altitudine de 2 m, aeroportul dispune de o singură pistă. Este operat de Republic of Korea Air Force⁠(d).